# Église Saint-Nicolas de Stralsund
L'église Saint-Nicolas (en allemand : St.-Nikolai-Kirche) est l'église paroissiale la plus ancienne de Stralsund, ancienne ville hanséatique. Consacrée en 1276, elle a été placée sous le vocable de saint Nicolas. C'est une église luthérienne-évangélique depuis 1525.

## Localisation
L'église se trouve près de la place du Marché, à côté de l'hôtel de ville construit à la même époque. Saint-Nicolas est précisément l'église du conseil de la ville.

## Historique

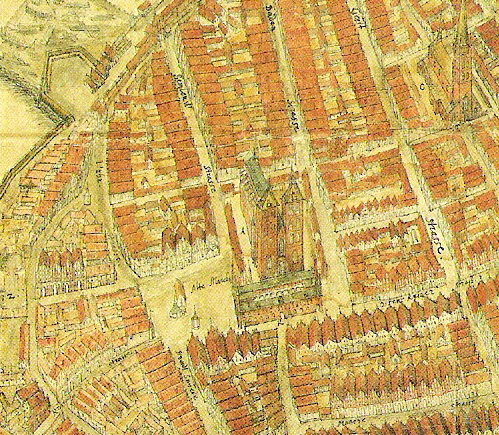
Représentation de la vieille ville en 1647 de Johannes Staude

La tour ouest a été construite en 1300 et le vaisseau de la nef est prêt à Pâques de l'année 1318. La tour sud, qui est couronnée d'une lanterne baroque en 1667, après un incendie, est terminée au début du XVe siècle, et quelques années plus tard c'est au tour de la tour nord.
Le prédicateur luthérien Christian Ketelhot (de) prononce des sermons dans le sens de la Réforme en juin 1524 et quelque temps plus tard, à l'automne, le maître d'études dominicain Wilhelm Lowe est expulsé de l'église. Les autels et les reliques sont saccagés en avril 1525, comme dans les églises des environs, dont l'église Sainte-Marie. Ketelhot ne peut faire cesser la mise à sac et le conseil se range ensuite du côté du nouveau culte.
Le bombardement de Stralsund par l'aviation américaine le 6 octobre 1944 endommage la toiture et détruit les vitraux. La restauration de la structure de l'église est terminée en 1947.

## Description
L'église Saint-Nicolas est construite dans le style gothique de brique avec un plan basilical, sur le modèle de l'église Sainte-Marie de Lübeck à la place d'une ancienne chapelle de bois.

## Illustrations

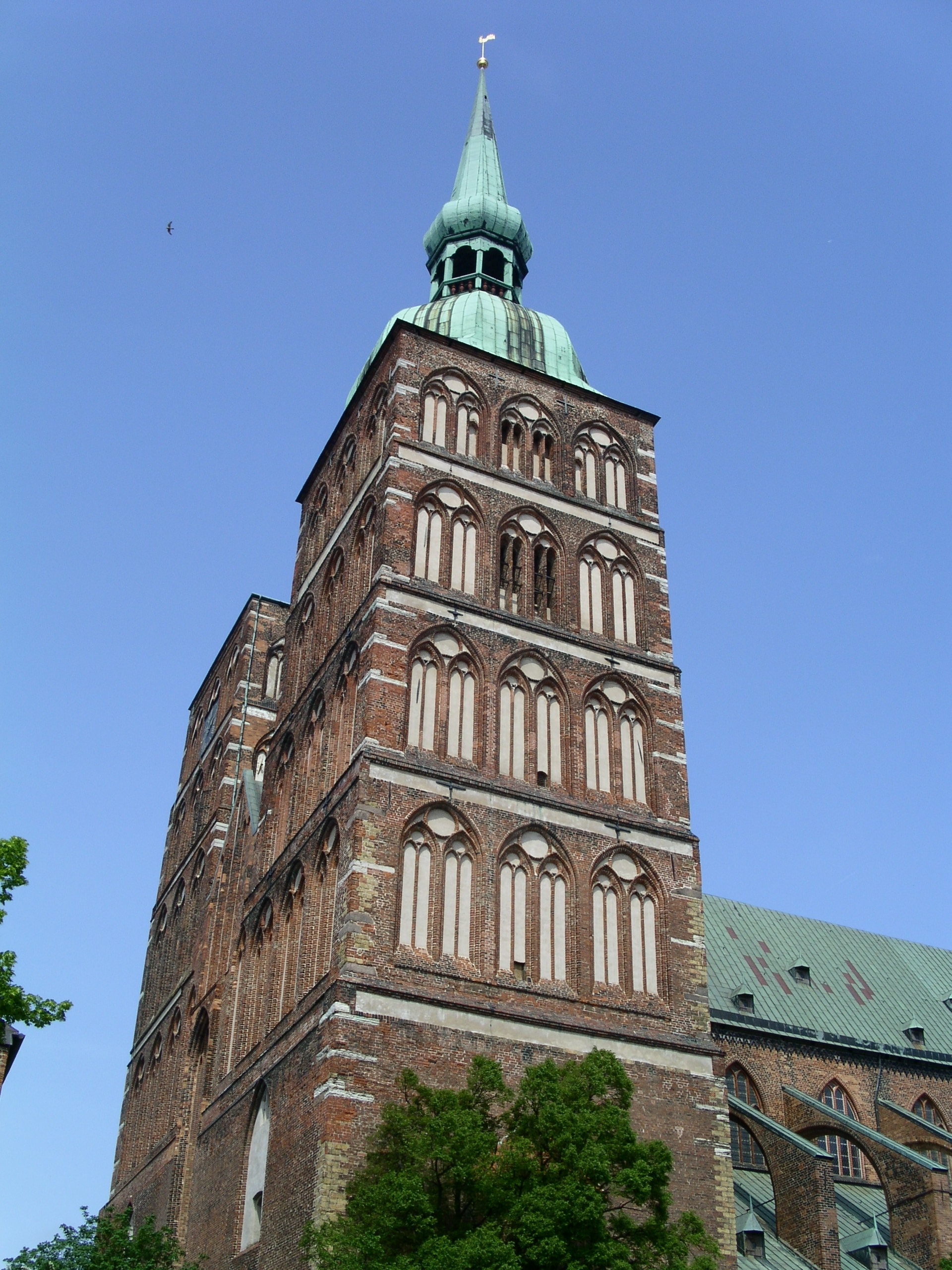
Vue de la tour sud
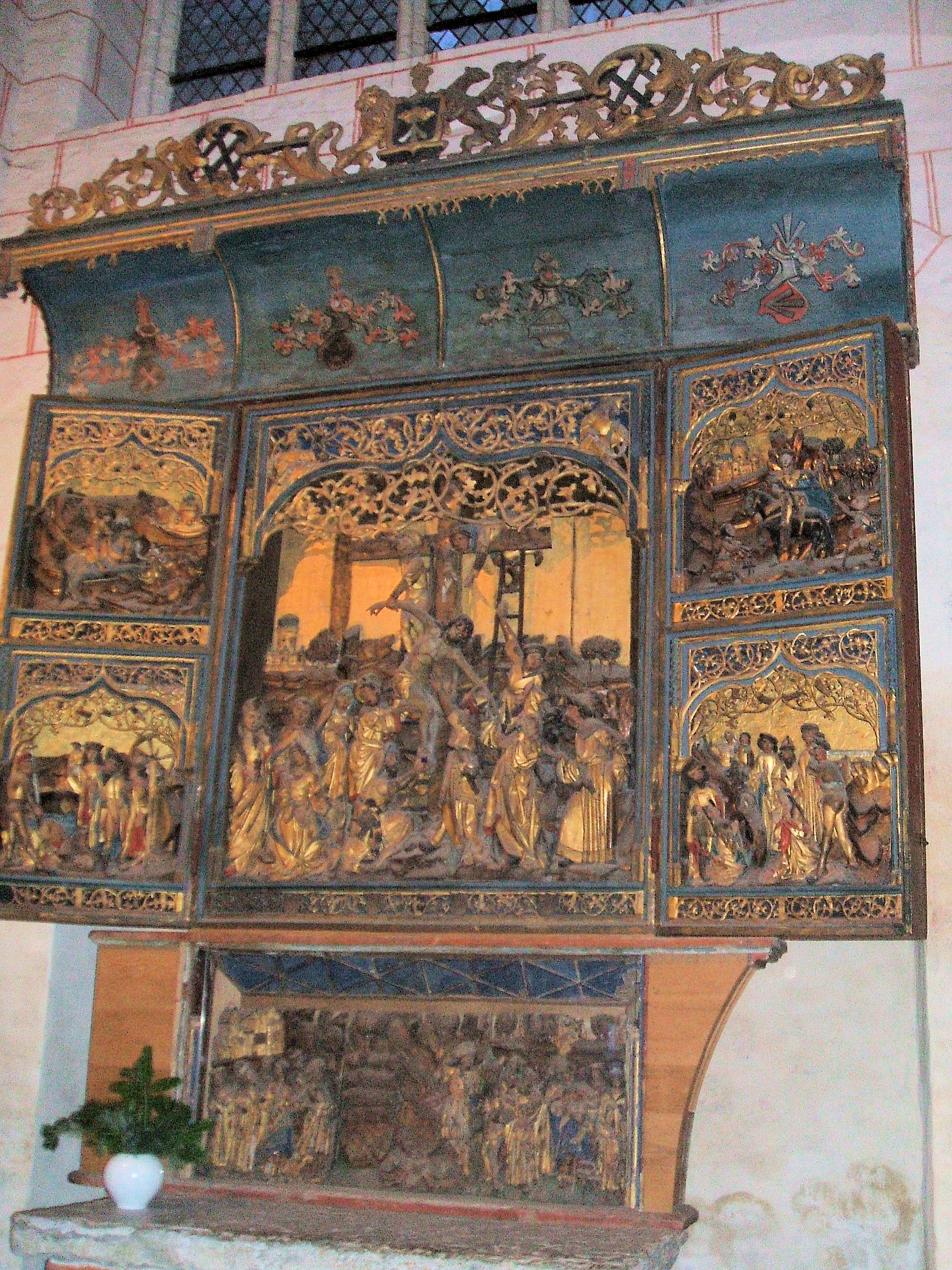
L'autel du bourgmestre avec son triptyque représentant la Crucifixion sur le panneau central (XVIe siècle)
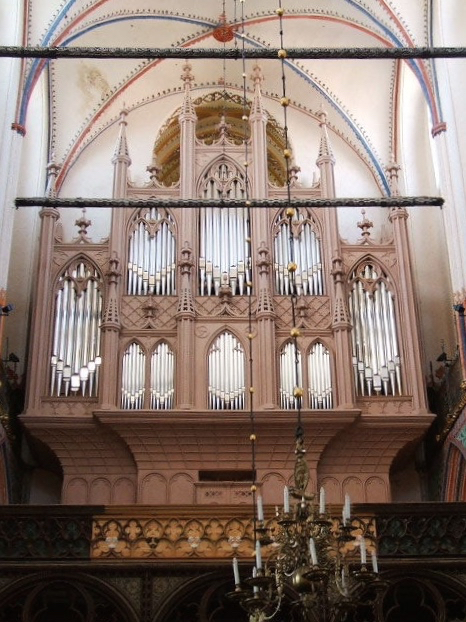
L'orgue de Buchholz
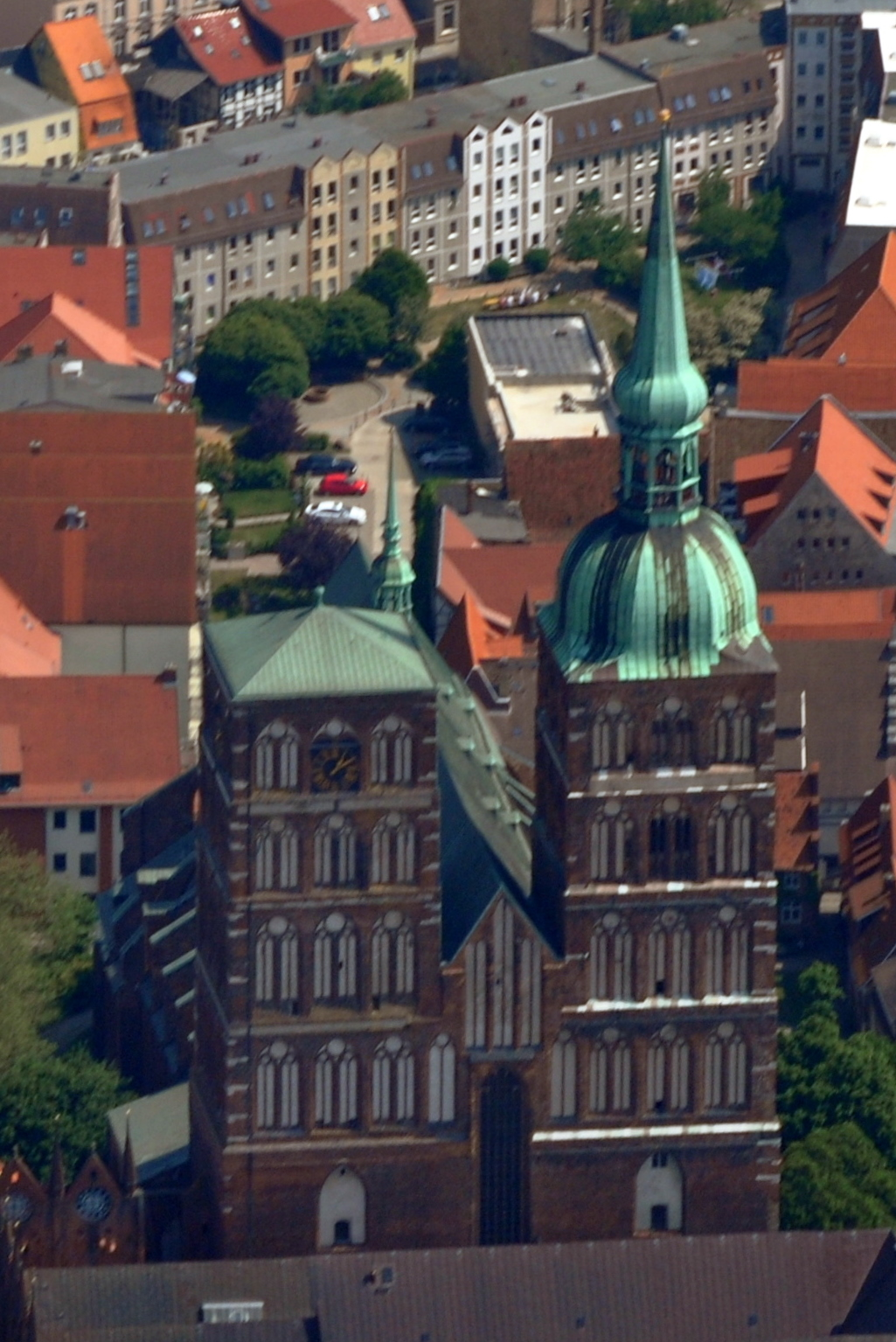
Vue des deux tours de Saint-Nicolas en 2011
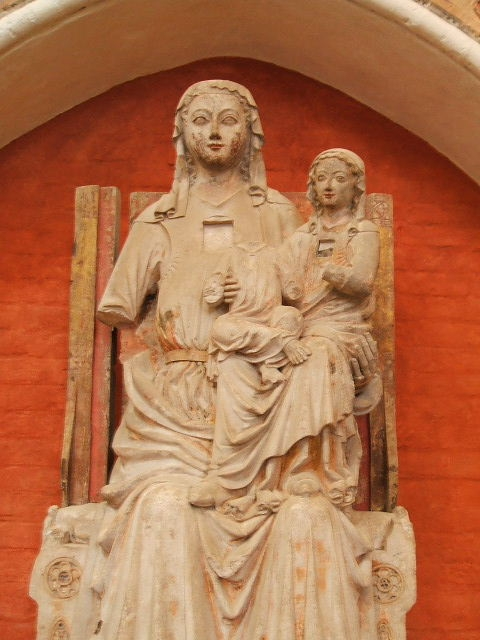
Peut-être la plus ancienne Sainte Anne trinitaire datée de 1260
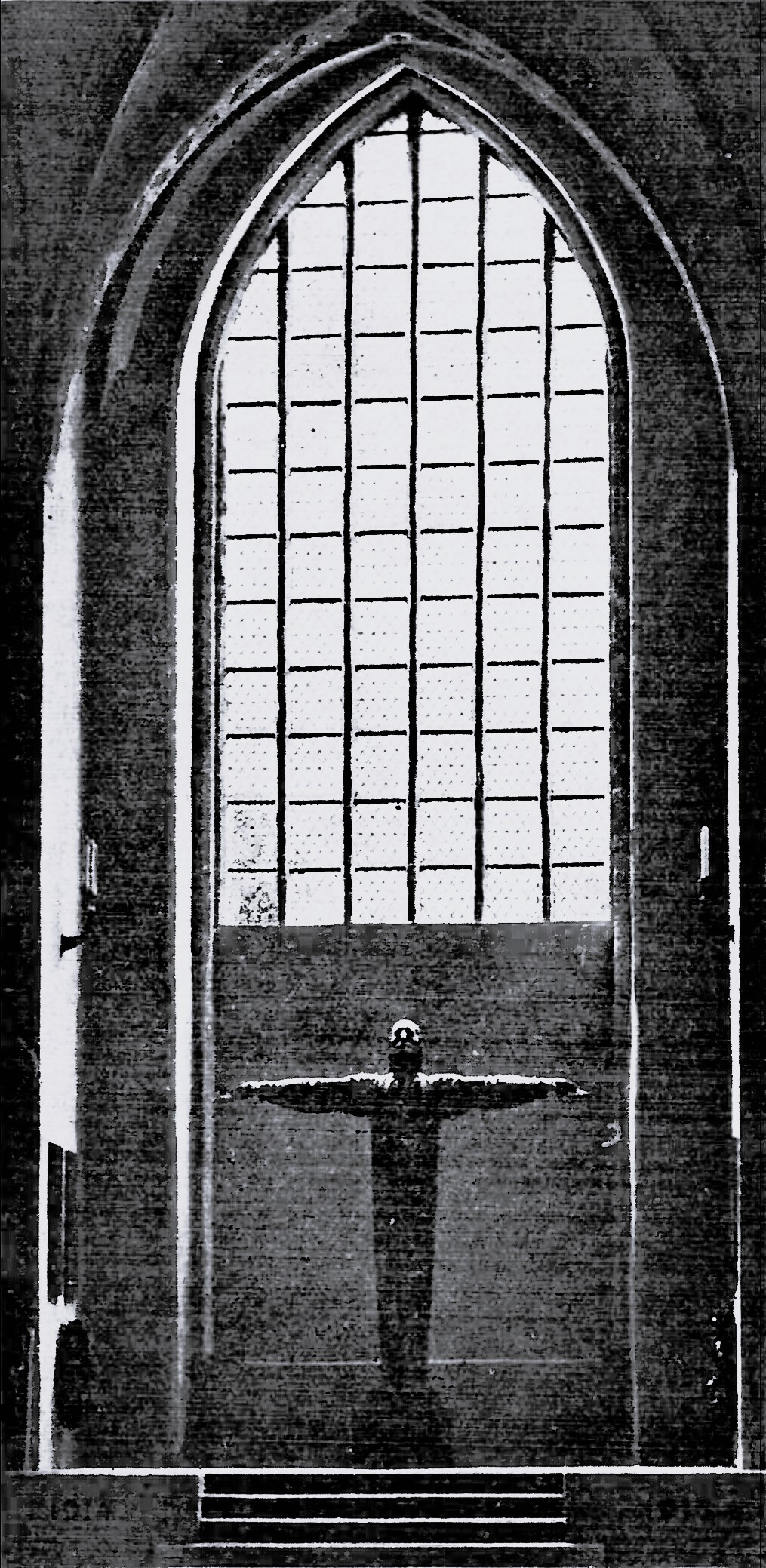
Memorial, Hans Schwegerle (1931)

## Source
- (de) Cet article est partiellement ou en totalité issu de l’article de Wikipédia en allemand intitulé « St.-Nikolai-Kirche (Stralsund) » (voir la liste des auteurs).